# Упман, Карл Иванович
Карл Иванович Упман (1896—1968) — советский военный деятель, генерал-лейтенант танковых войск, доктор военных наук, профессор.

## Биография
Родился 10 октября 1896 года в городе Виндаве (ныне Вентспилс, Латвия). Латыш.
19 июня 1918 года начал службу в РККА в должности военного руководителя Ивано-Вознесенского губвоенкомата. С 13 августа 1918 года убывает на фронт и назначается помощником командира 1-го Рабоче-крестьянского красногвардейского кавалерийского дивизиона. С 1 января 1919 года служит во 2-й кавалерийской дивизии им. Блинова на следующих должностях: начальник разведки дивизии, июня 1920 года — помощник начальника штаба, с 30 октября 1920 года по 2 мая 1921 года — врид начальника штаба дивизии. Дивизия, входившая в 1-ю Конную армию, участвовала в боях на Дону и Северном Кавказе против Донской армии (корпус ген. Коновалова), ликвидации банд, преследовании деникинских войск в районе Богучар, Миллерово, Усть-Медведицкая (дек. 1919 — янв. 1920), в боевых действиях на реке Маныч, в районе станиц Платовская, Егорлыкская, Мечетинская (янв.—февр. 1920), освобождении станиц Тихорецкая, Малороссийская и Кавказская (март 1920), в боях против Кубанской армии на реках Кубань и Лаба (апр. 1920), банд Махно в районе Орехов, Гуляйполе, Покровское, десантной группы генерала Я. А. Слащёва в районе Мелитополя (май — июнь 1920).
После войны в феврале 1923 года Упман назначен начальником штаба 6-й отдельной кавалерийской бригады, а с 24 февраля того же года — начальником оперативного отдела штаба 7-й кавалерийской дивизии. В июле 1924 года становится начальником штаба 41-го кавалерийского полка той же дивизии. В августе 1925 года поступает в военную академию имени М. В. Фрунзе, в сентябре 1928 года после окончания академии назначен начальником оперативного отдела штаба 3-й кавалерийской дивизии, с 1930 года — и.д. начальника штаба той же дивизии. С 4 мая 1931 года назначен начальником штаба 9-й кавалерийской дивизии. С мая 1933 года по январь 1935 года слушатель оперативного факультета Военной академии имени М. В. Фрунзе. С 31 января 1935 года — начальник штаба 1-й кавалерийской дивизии. С 11 ноября 1936 года по 31 июля 1938 года слушатель Высшей академии Генерального Штаба. 31 июля 1938 года освобождён от занимаемой должности и уволен в запас РККА по ст. 43 п. «б» «Положения о прохождении службы ком. нач. составом РККА».
С 29 сентября 1938 года Упман вновь на службе в РККА в должности старшего преподавателя тактики в Военной академии имени М. В. Фрунзе. С 20 сентября 1940 года — старший преподаватель и заместитель начальника кафедры оперативного искусства высшей спецшколы ГШ. Член ВКП(б) с 1940 года. С 2 февраля 1943 года — старший преподаватель кафедры тактики и оперативного искусства Военной академии имени М. В. Фрунзе.
С 4 марта 1943 года в действующей армии и.д. начальника оперативного отдела штаба 3-й гвардейской танковой армии под командованием П. С. Рыбалко. 11 июля 1943 года назначен начальником оперативного отдела штаба той же армии. С 17 апреля (по другим данным — с 16 мая) по 9 июня 1945 года — и.д. начальника штаба 4-й танковой армии (с 17 марта 1945 года в 4-я гвардейская танковая армия) под командованием Д. Д. Лелюшенко.
За время войны генерал Упман был четырнадцать раз персонально упомянут в благодарственных в приказах Верховного Главнокомандующего.
9 июня 1945 года назначен начальником штаба 4-й гвардейской танковой армии Центральной ГВ.
С 17 апреля 1946 года — Начальник кафедры БТиМВ Высшей Военной академии им. Ворошилова. 29 мая 1948 года окончил Военную академию Генерального Штаба с присвоением всех прав.
11 августа 1948 года продолжил службу в Высшей Военной академии им. Ворошилова на должности заместителя начальника кафедры БТиМВ, с 28 сентября 1956 года старшего преподавателя кафедры стратегии и оперативного искусства. С 17 февраля 1958 года являлся курсовым руководителем — старшим преподавателем кафедры оперативного искусства, с 8 октября 1958 года заместителем начальника кафедры оперативного искусства, с 29 февраля 1960 года начальником кафедры по разрешению вопросов автоматизации и механизации управления войсками, с 7 августа 1965 года — консультант той же академии.
Умер 7 сентября 1968 года, похоронен в Москве на Новодевичьем кладбище (колумбарий, секция 129).

## Воинские звания
- полковник (29.11.1935)[3];
- генерал-майор танковых войск (Постановление СНК СССР № 187 от 18.02.1944)[3];
- генерал-лейтенант танковых войск (Постановление СНК СССР № 1511 от 27.06.1945)[3].

## Награды
- два ордена Ленина (в том числе 21.02.1945[6])
- три ордена Красного Знамени (25.08.1943[7], 03.11.1944[6], 24.06.1948[6])
- орден Суворова I степени (06.04.1945)[8]
- орден Богдана Хмельницкого I степени (28.05.1944)[9]
- орден Суворова II степени (10.01.1944)[10]
- орден Кутузова II степени (11.08.1944)[11]
- Орден Красной Звезды (1936)[7]

медали в том числе:
- - «XX лет Рабоче-Крестьянской Красной Армии» (1938)[7]
  - «За победу над Германией в Великой Отечественной войне 1941—1945 гг.» (22.06.1945)[12]
  - «За взятие Берлина»
  - «За освобождение Праги»

Приказы (благодарности) Верховного Главнокомандующего в которых отмечен К. И. Упман.
- За овладение крупным административно-хозяйственным центром Польши городом Кельце — важным узлом коммуникаций и опорным пунктом обороны немцев. 15 января 1945 года. № 220.
- За овладение городом и железнодорожной станцией Пиотркув (Петроков) — важным узлом коммуникаций и опорным пунктом обороны немцев на лодзинском направлении. 18 января 1945 года. № 227.
- За овладение городами Милич, Бернштадт, Намслау, Карльсмаркт, Тост и Бишофсталь — важными узлами коммуникаций и опорными пунктами обороны немцев и выход к реке Одер в районе города Бреслау на участке протяжением 60 километров. 23 января 1945 года. № 248.
- За овладение важным центром военной промышленности немецкой Силезии городом и крепостью Оппельн — крупным узлом железных и шоссейных дорог и мощным опорным пунктом обороны немцев па реке Одер. 24 января 1945 года. № 251.
- За овладение на территории немецкой Силезии городом Грюнберг и в провинции Вранденбург городами Зоммерфельд и Зорау — важными узлами коммуникаций и мощными опорными пунктами обороны немцев. 15 февраля 1945 года. № 281
- За прорыв обороны противника западнее и южнее города Оппельн, окружение и разгром группы немецких войск юго-западнее Оппельна, а так же овладение в немецкой Силезии городами Нойштадт, Козель, Штейнау, Зюльц, Краппитц, Обер-Глогау, Фалькенберг и захват более 400 других населенных пунктов. 22 марта 1945 года. № 305.
- За овладение в Силезии, западнее Одера, городами Нейссе и Леобшютц — сильными опорными пунктами обороны немцев. 24 марта 1945 года. № 307.
- За овладение городами Ратибор и Бискау — важными узлами дорог и сильными опорными пунктами обороны немцев на левом берегу Одера. 31 марта 1945 года. № 321.
- За прорыв при поддержке массированных ударов артиллерии и авиации сильно укрепленной и глубоко эшелонированной обороны немцев на реке Нейсе, продвижение вперед от 80 до 160 километров, овладение городами Котбус, Люббен, Цоссен, Беелитц, Лукенвальде, Тройенбритцен, Цана, Мариенфельде, Треббин, Рангсдорф, Дидерсдорф, Тельтов и вхождение с юга в столицу Германии Берлин. 23 апреля 1945 года. № 340.
- За полное окружение Берлина и овладение городом Кетцин. 25 апреля 1945 года. № 342.
- За овладение штурмом городом Бранденбург — центром Бранденбургской провинции и мощным опорным пунктом обороны немцев в Центральной Германии. 1 мая 1945 года. № 355.
- За завершение ликвидации группы немецких войск, окруженной юго-восточнее Берлина. 2 мая 1945 года. № 357.
- За полное овладение столицей Германии городом Берлин — центром немецкого империализма и очагом немецкой агрессии. 2 мая 1945 года. № 359.
- За освобождение от немецких захватчиков столицы союзной нам Чехословакии город Прага. 9 мая 1945 года. № 368

Иностранные награды:
- орден «Крест Грюнвальда» II степени (ПНР)
- кавалер рыцарского ордена «Виртути Милитари» (ПНР)
- военный крест (ЧССР)
- Медаль «Победы и Свободы» (ПНР)
- Медаль «За Одру, Нису и Балтику» (ПНР)